# 1. ŽNL Brodsko-posavska 2006./07.
1. ŽNL Brodsko-posavska u sezoni 2006./07. je predstavljala ligu prvog stupnja županijske lige u Brodsko-posavskoj županiji, te ligu petog stupnja hrvatskog nogometnog prvenstva. 
 
Sudjelovalo je 16 klubova, a ligu je osvojila "MV Croatia" iz Slavonskog Broda. 

## Ljestvica
| mj. | klub                       | ut. | pob. | ner. | por. | gol+ | gol- | bod |
| --- | -------------------------- | --- | ---- | ---- | ---- | ---- | ---- | --- |
| 1.  | MV Croatia Slavonski Brod  | 30  | 19   | 6    | 5    | 71   | 32   | 63  |
| 2.  | Sloga Gundinci             | 30  | 18   | 6    | 6    | 53   | 33   | 60  |
| 3.  | Slobodnica                 | 30  | 15   | 3    | 12   | 68   | 41   | 48  |
| 4.  | PAN Donji Andrijevci       | 30  | 14   | 6    | 10   | 65   | 61   | 48  |
| 5.  | Psunj-Sokol Okučani        | 30  | 15   | 1    | 14   | 68   | 56   | 46  |
| 6.  | Svačić Bagi Stari Slatinik | 30  | 15   | 1    | 14   | 63   | 42   | 46  |
| 7.  | Graničar Laze              | 30  | 14   | 4    | 12   | 56   | 50   | 46  |
| 8.  | Omladinac Gornja Vrba      | 30  | 13   | 6    | 11   | 47   | 45   | 45  |
| 9.  | Sikirevci                  | 30  | 13   | 5    | 12   | 46   | 56   | 44  |
| 10. | Mladost Sibinj             | 30  | 13   | 5    | 12   | 57   | 52   | 44  |
| 11. | Amater Slavonski Brod      | 30  | 14   | 3    | 13   | 50   | 45   | 44  |
| 12. | Slavonac Nova Kapela       | 30  | 12   | 6    | 12   | 53   | 60   | 42  |
| 13. | Posavac Davor              | 30  | 10   | 3    | 17   | 42   | 57   | 41  |
| 14. | Batrina                    | 30  | 10   | 3    | 17   | 43   | 48   | 33  |
| 15. | Slavonija Bodovaljci       | 30  | 6    | 2    | 22   | 31   | 88   | 20  |
| 16. | Gardun Garčin              | 30  | 5    | 3    | 22   | 33   | 80   | 18  |

## Rezultatska križaljka
| kratica | klub                       | AMA | BAT | GAR | GRA | MLA | MVC | OML | PAN | POS | PSUS | SIK | SLAVA | SLAVI | SLOB | SLOG | SVAB |
| --- | -------------------------- | --- | --- | --- | --- | --- | --- | --- | --- | --- | ---- | --- | ----- | ----- | ---- | ---- | ---- |
| AMA | Amater Slavonski Brod      |     |     |     |     |     |     |     |     |     |      |     |       |       |      |      |      |
| BAT | Batrina                    |     |     |     |     |     |     |     |     |     |      |     |       |       |      |      |      |
| GAR | Gardun Garčin              |     |     |     |     |     |     |     |     |     |      |     |       |       |      |      |      |
| GRA | Graničar Laze              |     |     |     |     |     |     |     |     |     |      |     |       |       |      |      |      |
| MLA | Mladost Sibinj             |     |     |     |     |     |     |     |     |     |      |     |       |       |      |      |      |
| MVC | MV Croatia Slavonski Brod  |     |     |     |     |     |     |     |     |     |      |     |       |       |      |      |      |
| OML | Omladinac Gornja Vrba      |     |     |     |     |     |     |     |     |     |      |     |       |       |      |      |      |
| PAN | PAN Donji Andrijevci       |     |     |     |     |     |     |     |     |     |      |     |       |       |      |      |      |
| POS | Posavac Davor              |     |     |     |     |     |     |     |     |     |      |     |       |       |      |      |      |
| PSUS | Psunj-Sokol Okučani        |     |     |     |     |     |     |     |     |     |      |     |       |       |      |      |      |
| SIK | Sikirevci                  |     |     |     |     |     |     |     |     |     |      |     |       |       |      |      |      |
| SLAVA | Slavonac Nova Kapela       |     |     |     |     |     |     |     |     |     |      |     |       |       |      |      |      |
| SLAVI | Slavonija Bodovaljci       |     |     |     |     |     |     |     |     |     |      |     |       |       |      |      |      |
| SLOB | Slobodnica                 |     |     |     |     |     |     |     |     |     |      |     |       |       |      |      |      |
| SLOG | Sloga Gundinci             |     |     |     |     |     |     |     |     |     |      |     |       |       |      |      |      |
| SVAB | Svačić Bagi Stari Slatinik |     |     |     |     |     |     |     |     |     |      |     |       |       |      |      |      |
| |                            |     |     |     |     |     |     |     |     |     |      |     |       |       |      |      |      |
| podebljan rezultat - utakmice od 1. do 15. kola (1. utakmica između klubova) rezultat normalne debljine - utakmice od 16. do 30. kola (2. utakmica između klubova) rezultat nakošen - nije vidljiv redoslijed odigravanja međusobnih utakmica iz dostupnih izvora rezultat smanjen * - iz dostupnih izvora nije uočljiv domaćin susreta prekrižen rezultat - poništena ili brisana utakmica p - utakmica prekinuta 3:0 p.f. / 0:3 p.f. - rezultat 3:0 bez borbe n.i. - nije igrano |                            |     |     |     |     |     |     |     |     |     |      |     |       |       |      |      |      |

 Izvori: 

## Vanjske poveznice
- zns-bpz.hr, ŽUPANIJSKI NOGOMETNI SAVEZ BRODSKO POSAVSKE ŽUPANIJE
- ns-ng.com, Nogometno središte Nova Gradiška  Arhivirana inačica izvorne stranice od 2. listopada 2021. (Wayback Machine),